# Paralarinia
Paralarinia är ett släkte av spindlar. Paralarinia ingår i familjen hjulspindlar.
Kladogram enligt Catalogue of Life:
| Paralarinia | \| \| Paralarinia agnata \| \| \| \| \| \| Paralarinia bartelsi \| \| \| \| \| \| Paralarinia denisi \| \| \| \| \| \| Paralarinia incerta \| \| \| \| |
|             | \| \| Paralarinia agnata \| \| \| \| \| \| Paralarinia bartelsi \| \| \| \| \| \| Paralarinia denisi \| \| \| \| \| \| Paralarinia incerta \| \| \| \| |
|             | Paralarinia agnata |
|             | |
|             | Paralarinia bartelsi |
|             | |
|             | Paralarinia denisi |
|             | |
|             | Paralarinia incerta |
|             | |